# Kodo Sawaki

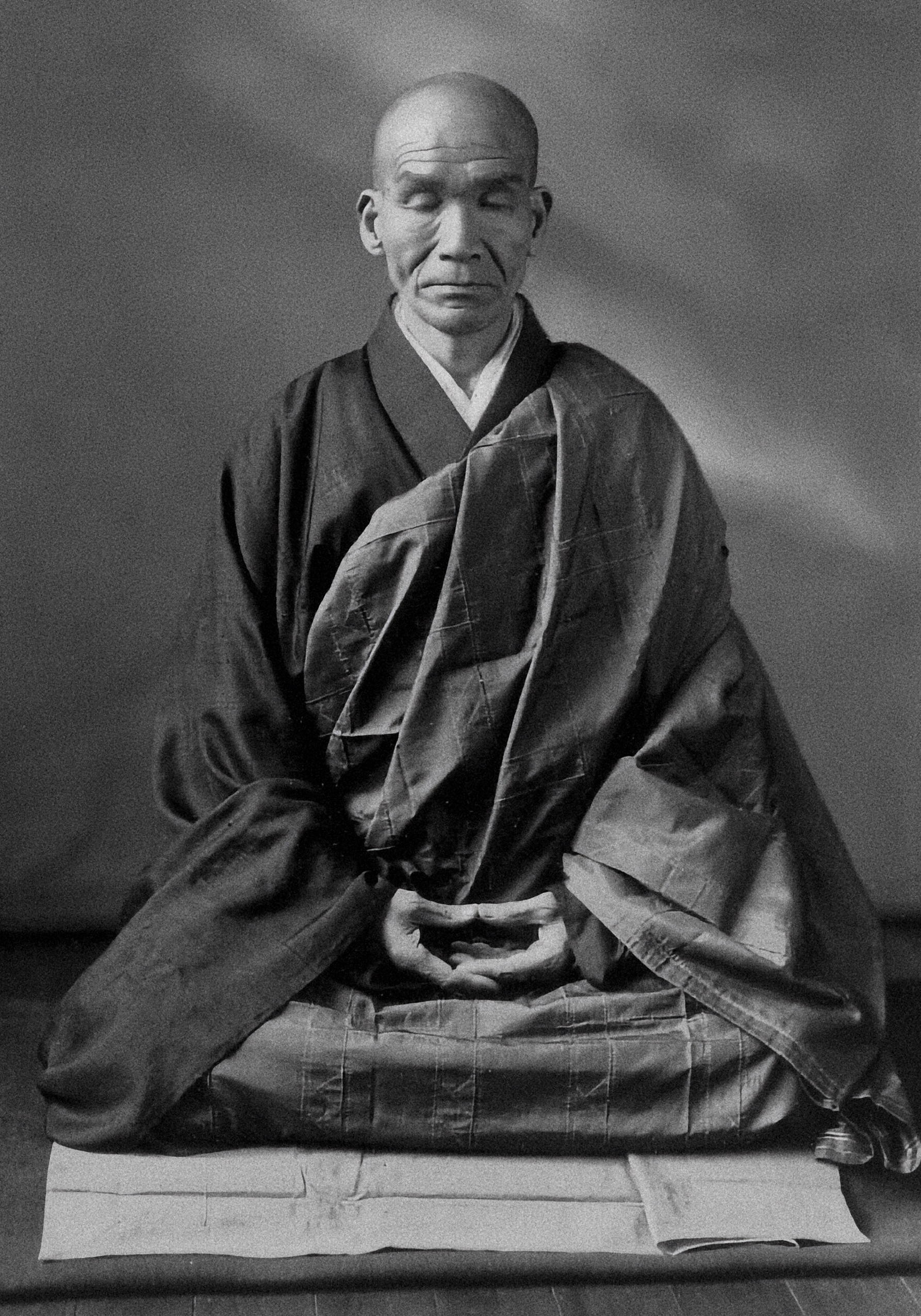
Kodo Sawaki

Kodo Sawaki, (沢木 興道, Sawaki Kōdō; Tsu, 16 juni 1880 – 21 december 1965) was een Japanse zenmeester.
Kodo Sawaki Roshi werd geboren in de wijk Shinto van de stad Tsu (prefectuur Mie) en was het zesde kind van Tada Sotaro. Toen hij vier jaar oud was, stierf zijn moeder Shige en toen hij zeven was zijn vader. Eerst ging hij bij een tante wonen maar toen haar man een half jaar later stierf werd hij door een bevriende handelaar in lampionnen geadopteerd. De handelaar handelde echter alleen op papier in lampions; in werkelijkheid verdiende hij zijn geld met gokken. Zijn naam was Bunkichi Sawaki en hij leefde in de Isshinden-wijk van de stad.
Dit was een wijk vol bordelen waar in de zijstraten de eigenaren van de kermistenten klanten wierven om te komen gokken en waar bedriegers en zakkenrollers vrij hun gang konden gaan. Kodo Sawaki was acht toen hij hier naar school ging en werkte toen al als uitkijkjongen bij de gokspelen of paste op de schoenen bij de ingang. Toen hij twaalf jaar was en de basisschool afgesloten had, hielp hij mee in de lampionhandel en verzorgde zo zijn stiefouders, die zelf praktisch nooit werkten.
Met 16 liep hij weg van huis om in Eiheiji - de hoofdtempel van de Sotoschool - monnik te worden. Er volgden lange jaren van oefening en studie, later hield hij lezingen in geheel Japan en onderwees zazen - dat zelfs binnen de Sotoschool bijna vergeten was - aan zowel leken als monniken. Sawaki bracht de indertijd zo gedegenereerde zen terug naar de bron: de beoefening van zazen zonder enige verwachting. 
In de jaren 30 werd hij professor aan de gerenommeerde, boeddhistische Komazawa-universiteit en nam na de oorlog tevens het klooster Antaiji over, een tempel voor de beoefening van zazen en studie van de Shobogenzo, in het noorden van de stad Kyoto. Terwijl Kodo Sawaki door geheel Japan reisde om sesshins (intensieve zazen-trainingen) te geven, zorgde Kosho Uchiyama - die in 1941 leerling werd van Kodo Sawaki - voor Antaiji. Kodo Sawaki gaf zelf ook maandelijks sesshins in Antaiji.
In 1962 trok Kodo Sawaki zich geheel terug in Antaiji, verzwakt in zijn benen en verzorgd door Uchiyama tot aan zijn dood in december 1965. Ter nagedachtenis aan zijn meester besloot Uchiyama om in plaats van de gebruikelijke grootse begrafenisceremonie een sesshin van 49 dagen te houden. Hiermee kwam hij tegemoet aan de opvatting van Sawaki dat het belang van zazen dat niet door ceremonies en rituelen vervangen kan en mag worden en legde zo de grondslag voor een nieuwe sesshin-stijl in Antaiji, uitsluitend bestaande uit zazen – zonder lezingen, noch Kusen, Kyosaku of Samu.
Zijn bijnaam de "de zwerver Kodo" ontleende hij aan zijn talloze reizen door geheel Japan om overal zazen te onderwijzen.
Zijn opvolger Kosho Uchiyama verzamelde en publiceerde veel van zijn zenspreuken, die later in het Duits vertaald zijn door Muhō Nölke, die abt was van Antaiji tot 2020.

## Lineage
Overdracht verleend aan:
Hoewel Sawaki veel monniken en nonnen ordineerde, kregen slechts vijf monniken en drie nonnen de overdracht van de Dharma(Shihō) van hem:
- Shūyū Narita (1914-2004) die ook enkele leerlingen in Europa had,
- Kōshō Uchiyama (1912-1998), die hem als abt opvolgde in Antai-ji,
- Sodo Yokoyama een monnik die erom bekendstond fluitend op het gras in een park te leven,
- Sato Myoshin, actief in Japan,
- Kojun Kishigami (geb. 1941), leeft in Japan in de prefectuur Mie, heeft leerlingen in Japan, Frankrijk en Duitsland,
- Yoshin Kasai, die zeer bekend was met de Kesa-traditie,
- Kobun Okamoto, die ook les gaf in het naaien van Kesa's, ze is al over de tachtig en nog actief in Japan.
- Baiko Fukuda, die vaak de Tenzō (Tempelkok) bij de sesshins van Kōdō Sawaki was. Zij stierf ongeveer 30 jaar geleden.

Belangrijke leerlingen:
Verdere belangrijke leerlingen van Sawaki waren:
- Genko Kawase (gest. 1989), die haar eigen tempel Myōgen-ji in Nagoya had, waar Sawaki regelmatig sesshins gaf
- Sakai Tokugen, de meester van Fumon Nakagawa die in Duitsland actief is (officiële vertegenwoordiger van de Sōtō-school voor Duitsland)
- Koun Enmyo (gest. 1980), werkte tot aan zijn dood jarenlang in Düsseldorf
- Taisen Deshimaru (1914-1982), die in 1967 naar Frankrijk ging en een snel groeiende Sangha in Europa opzette. Grondlegger van de Association Zen Internationale.
- Gudō Wafu Nishijima (geb. 1919), leraar van Brad Warner